# دالاهو (فیلم)
دالاهو فیلمی ایرانی محصول سال ۱۳۴۶، به کارگردانی سیامک یاسمی و نویسندگی ابراهیم زمانی آشتیانی است. دالاهو نام کوهستانی در کرمانشاه است هچنین چند سکانس از این فیلم در پای کوه قلاقیران در منطقه شیشدار ایلام فیلمبرداری شده است.

## بازیگران اصلی
| شمارگان | بازیگران      | نقش‌ها | گویندگان       | توضیحات |  |
| ------- | ------------- | ----- | -------------- | ------- |  |
| ۱       | بهروز وثوقی   |       | منوچهر زمانی   |         |  |
| ۲       | فروزان        |       | مهین کسمایی    |         |  |
| ۳       | تقی ظهوری     |       | تقی ظهوری      |         |  |
| ۴       | جهانگیر غفاری |       | جلال مقامی     |         |  |
| ۵       | ثریا بهشتی    |       |                |         |  |
| ۶       | رفیع حالتی    |       | احمد رسول زاده |         |  |
| ۷       | اکبر خواجوی   |       | محمود نوربخش   |         |  |
| ۸       | آنوش          |       | ایرج ناظریان   |         |  |
| ۹       | صابررستمی     |       |                |         |  |
| ۱۰      | سعید آقا      |       |                |         |  |

## داستان فیلم
در خانواده قدیمی و ثروتمند «مدبر» وصیتی اجرا می‌شود که سبب حوادث خونینی می‌شود. در این خانواده ارث نباید تقسیم شود و فرزند ذکور عملاً وارث محسوب می‌شود. پیش از اینکه این شیوه بار دیگر عمل شود، همسر مدبر به وسیلهٔ مردی به نام «سیف» که همسر خواهر مدبر است به قتل می‌رسد. فرزند مدبر «برزو» با دخالت به موقع یک شکارچی نجات پیدا می‌کند و با ناپدید شدن برزو وارث ثروت مدبر «آرزو» برادرزاده اش می‌شود. پس از بیست سال وقتی که سیف قصد دارد با عملی کردن ازدواج پسرش با آرزو ثروت مدبر را بدین ترتیب به خود منتقل سازد، برزو پیدایش می‌شود. سیف چندبار سعی می‌کند برزو را به قتل برساند اما پس از یک سلسله عملیات معلوم می‌شود که پسر مدبر با توطئه سیف نمرده و زنده است و با آشکار شدن این حقیقت سیف گرفتار شده و آرزو و برزو نیز با هم ازدواج می‌کنند و بار دیگر انتقال ارثیه به همان شیوه قدیمی صورت می‌گیرد.